# AGM-114 헬파이어
AGM-114 헬파이어 (영어: AGM-114 Hellfire)는 미국의 다목적 미사일 시스템이다.

## 역사
헬파이어가 갖고 있는 거의 유일한 단점은 비싼 가격으로 1기당 7800만원~1억 2000만원에 달한다. 최대 사거리 8km인 헬파이어 미사일은 관통력이 1400mm에 달하며 1발당 가격은 1억5000만원이다.

## 실전 사용
실전배치 이후, 파나마의 Just Cause 작전, 걸프전의 사막의 폭풍 작전, 코소보의 동맹국 작전(Operation Allied Force), 아프가니스탄의 항구적 자유 작전, 이라크의 자유 작전 등에서 실전 사용되었다.
아파치, 코브라, 카이오와 헬기와 프레데터 UAV에서 성공적으로 발사되었다.
이스라엘군이 팔레스타인 목표물에 대해 실전 사용하였다.

## 발사 플랫폼

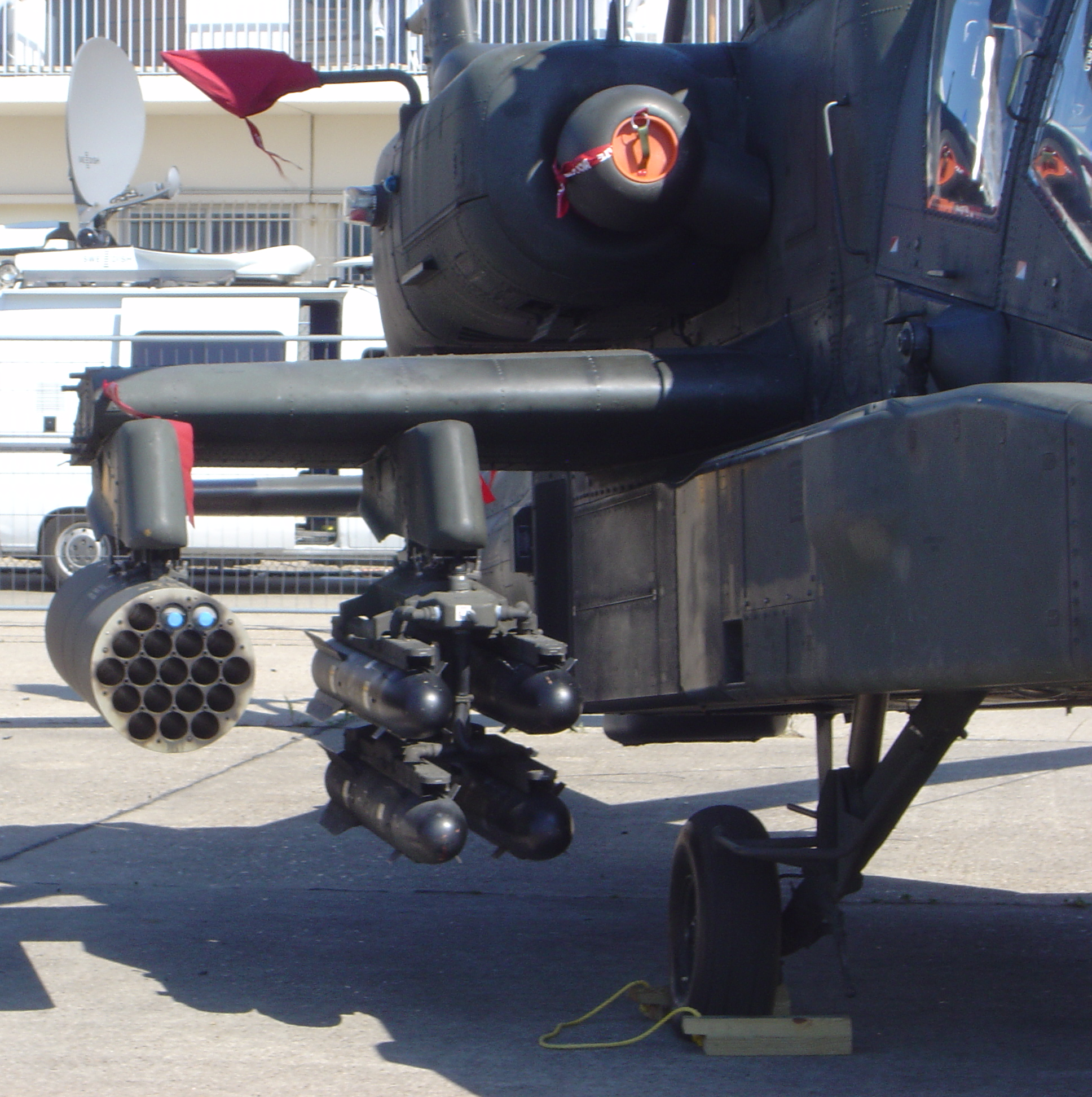
AH-64 아파치에 장착된 헬파이어 미사일

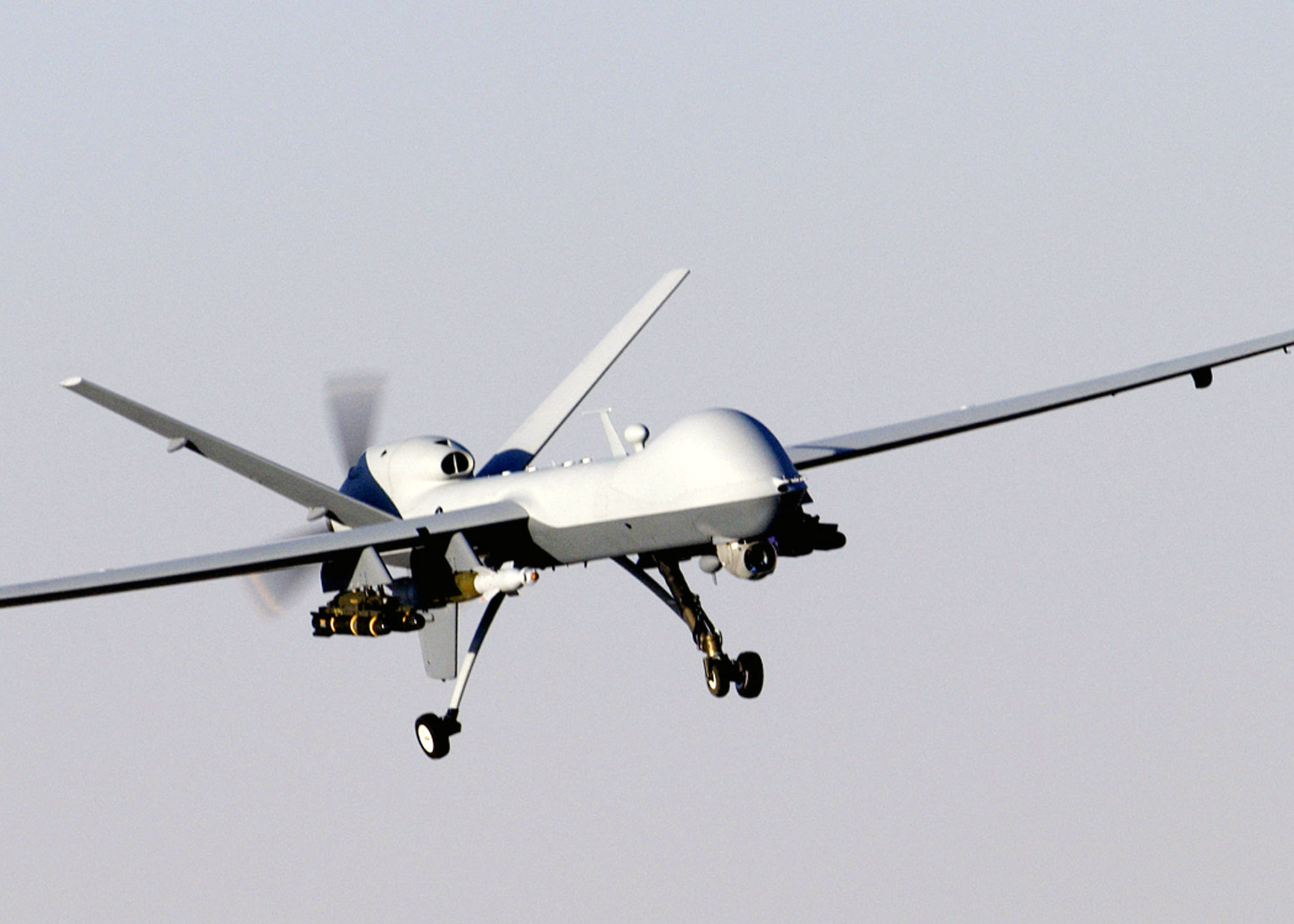
MQ-9 리퍼 무인공격기에 장착된 헬파이어 미사일

- AH-1Z 바이퍼
- AH-64 아파치
- 유로콥터 타이거 ARH
- 전투용 보트 90
- SH-60B 시호크
- HH-60H 시호크
- MH-60R 시호크
- OH-58D 카이오와 워리어
- P 6297 헬파이어 미사일정
- 휴대용 지상 발사 시스템
- RAH-66 코만치
- MQ-1B 프레데터
- MQ-9 리퍼
- UH-60 블랙호크
- 웨스트랜드 WAH-64 아파치

## 사용국가
- 오스트레일리아
- 이집트
- 그리스
- 이스라엘
- 네덜란드
- 노르웨이
- 싱가포르
- 스웨덴
- 대만
- 튀르키예
- 미국
- 영국
- 대한민국

## 대한민국
대한민국 육군의 코브라 헬기는 구형이라 이륙중량에 한계가 있어 헬파이어를 장착할 수 없다. 코브라에 헬파이어를 장착하고 싶어도 이륙중량 제한 때문에 헬파이어 미사일로 무장해 작전비행을 할 수 없다.
한국은 AH-64E 아파치 가디언 36대를 주문하면서 헬파이어 미사일 288발을 주문했다. 2016년부터 2018년까지 실전배치되었다. 헬파이어 미사일의 수량이 너무 적다는 지적에 대해 방위사업청은 헬파이어 미사일의 수명이 10년인데, 2019년까지 보병용인 한국형 중거리 대전차 미사일 현궁을 개량하여 헬기용 국산 헬파이어 천검을 개발할 계획이라고 밝혔다.

## 제원
- 계약자: 록웰 국제 유한주식회사(Rockwell International Corporation), 록히드 마틴, 노스럽 그러먼
  - 1995년 5월, 마틴 마리에타(현재 록히드 마틴)와 록웰 인터내셔널(현재 보잉 통합 방위 시스템)은 헬파이어 미사일을 세계에 생산, 판매하기 위해서 합작 벤처인 헬파이어 체계 유한회사(HELLFIRE Systems Limited Liability Company, HSLLC)를 설립했다. 합작 벤처는 록히드 마틴의 롱보우 헬파이어와 헬파이어 II는 생산하지 않는다.
- 직경: 17.8 cm (7 in)
- 날개폭: 71 cm (28 in)
- 속도: 425 m/s (950 mph)
- 최대사거리: 8 km
- 발사중량: 45 kg ~ 49 kg

## 파생형

### AGM-114A 기본형 헬파이어
- 목표물: 전차, 장갑차
- 사거리: 8,000 m (8,750 yd)
- 유도방식: 반능동레이저유도 (SALH).
- 탄두: 8 kg (18 lb) 성형작약 대전차고폭탄(HEAT).
- 길이: 163 cm (64 in)
- 중량: 45 kg (99 lb)

### AGM-114B/C 기본형 헬파이어
- M120E1 저연 모터
- AGM-114B 은 군함에서 안전하게 사용하기 위해서, 전자식 SAD (Safe/Arming Device)를 장착했다.
- 단가: $25,000

### AGM-114D/E 기본형 헬파이어
- AGM-114B/C 형의 업그레이드 버전으로 제안되었다. 디지털 자동항법이 추가되었지만 생산되지 않았다.

### AGM-114F 잠정 헬파이어
- 목표물: 전차, 장갑차
- 사거리: 7,000 m (7,650 yd)
- 유도방식: 반능동레이저유도
- 탄두: 9 kg (20 lb) 탠덤식 성형작약 HEAT.
- 길이: 180 cm (71 in)
- 중량: 48.5 kg (107 lb)

### AGM-114G 잠정 헬파이어
- AGM-114F에 SAD를 추가한 버전으로 제안되었으나 생산되지 않았다.

### AGM-114H I 잠정 헬파이어
- AGM-114F의 디지털 자동 조종 시스템을 갖춘 업그레이드 버전으로 제안되었으나 생산되지 않았다.

### AGM-114J 헬파이어II
- AGM-114F를 경량화시킨 부품, 더 짧아진 본체 및 사거리를 향상시킨 모델로 제안되었다 양산되지 않았다.

### AGM-114K 헬파이어II
- 목표물: 장갑을 갖춘 모든 위험물.
- 사거리: 8 km (8,749 yd)
- 유도방식:
  - 반능동 레이저 유도
  - 디지털 자동항법
  - 전기 광학 방해장치 강화
  - 레이저 록이 풀리면 목표 재획득
- 새로운 전자식 SAD

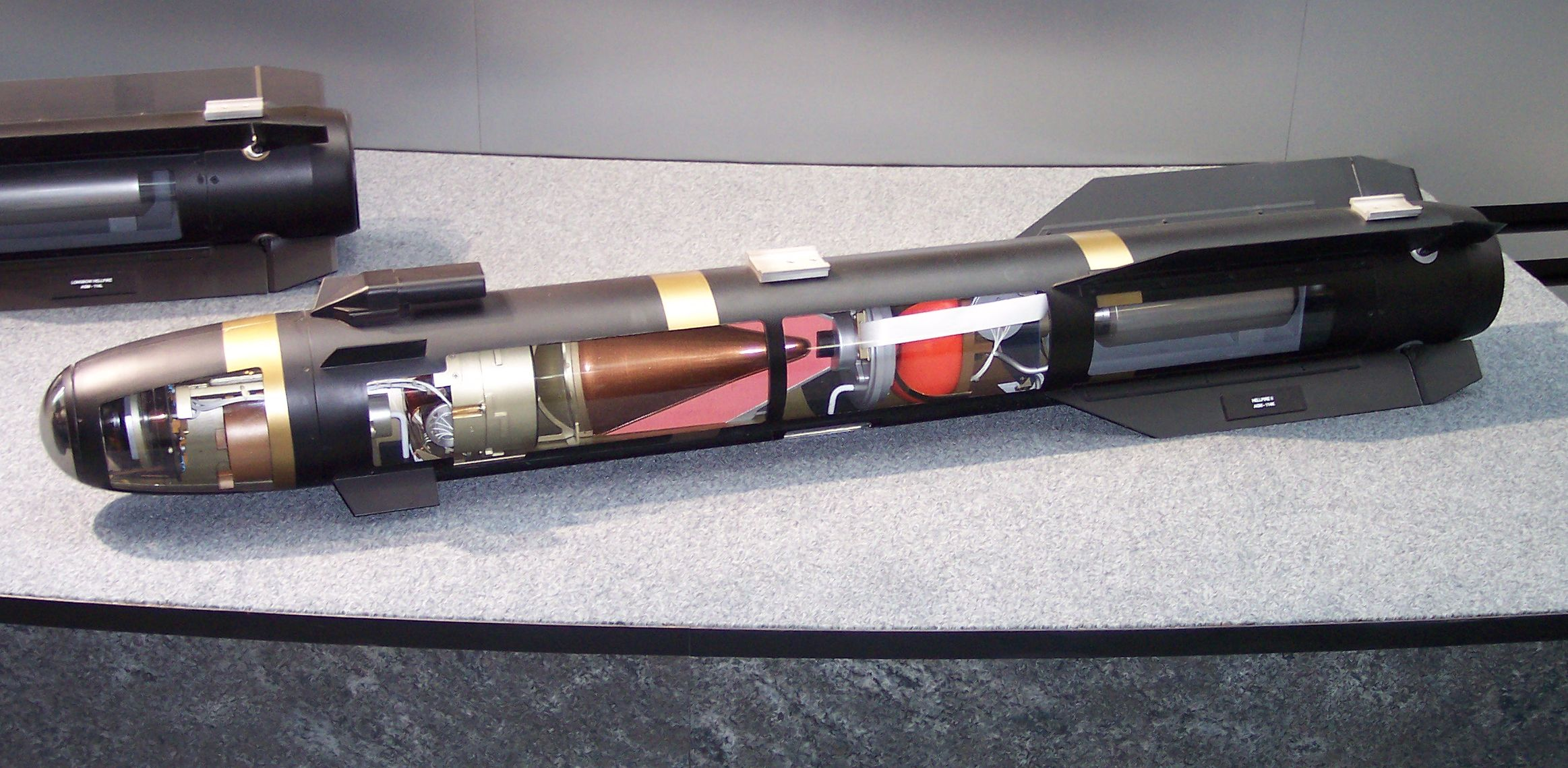
헬파이어 II의 단면

- 탄두: 9 kg (20 lb) 병렬형 HEAT 탄두
- 길이: 163 cm (64 in)
- 중량: 45 kg (99 lb)
- 단가: $65,000
- AGM-114J에 SAD를 갖추어 제안되었다.

### AGM-114L 롱보우 헬파이어
- 목표물: 장갑을 갖춘 모든 위험물
- 사거리: 8 km (8,749 yd)
- 유도방식:
  - 파이어 앤 포겟
  - 악천후, 전장의 연막(obscurants)에서 사용 가능
  - 관성 유도
  - 밀리미터파 레이다 시커
  - 재밍 신호 추적 대방사 모드
- 탄두: 9 kg (20 lb) 병렬형 HEAT 탄두(tandem shaped charge high explosive anti-tank)
- 길이: 176 cm (69.2 in)
- 중량: 49 kg (108 lb)

### AGM-114M 헬파이어II
- 목표물: 벙커, 경차량, 도시의 연성목표와 동굴
- 사거리: 8 km (8,749 yd)
- 유도방식: 반능동 레이저 유도
- 탄두: 파편폭풍형/소이
- 길이: 163 cm (64 in)
- 중량: 48 kg (105 lb)

### AGM-114N 헬파이어II
- 목표물: 선박, 도시의 목표물, 대공방어무기
- 사거리: 8 km (8,749 yd)
- 유도방식: 반능동 레이저 유도
- 탄두: 금속강화탄두 (MAC)
- 중량: 48 kg (105lb)
- 길이: 163 cm (64 in)

### AGM-114P 헬파이어II
- 고고도를 비행하는 UAV에 맞도록 AGM-114K을 최적화한 버전이다.

## 로켓 모터

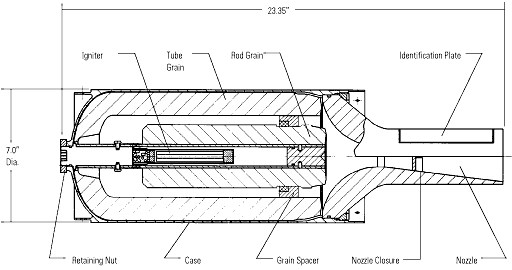
헬파이어의 고체 로켓 모터의 단면도..

- 계약자: 얼라이언트 테크시스템즈
- 제식번호:
  - M120E3 (미국 육군)
  - M120E4 (미국 해군)
- 성능:
  - 작전 온도: −43 °C to 63 °C (−45 °F to 145 °F)
  - 보관 온도: −43 °C to 71 °C (−45 °F to 160 °F
  - 운용 수명: 20년 이상(추정치)
- 기술적 데이터:
  - 중량: 14.2 kg (31.3 lb)
  - 길이: 59.3 cm (23.35 in)
  - 직경: 18 cm (7.0 in)
  - 본체 제질: 7075-T73 알루미늄
  - 절연체: R-181 합성 방향족 폴리아미드

## 같이 보기
- JAGM - 미국의 차기 공대지 미사일. BGM-71 토우, AGM-65 메버릭, 헬파이어를 교체할 것이다.
- AGM-169 JCM - 미국의 차기 공대지 미사일. 무게 49 kg. 메버릭과 헬파이어를 교체할 것이다.
- 님로드 미사일 - 이스라엘의 공대지 미사일. 무게 96 kg
- 천검 - 한국판 헬파이어